# 東出雲町
東出雲町（日语：／ Higashi-izumo chō */?）是過去位於島根縣東北部的一町，屬於松江市的通勤城市。2011年8月1日編入松江市。

## 歷史
2010年5月23日經公民投票以74%同意結果，確定設置與松江市合併的法定合併協議會，並於2011年完成合併。

### 沿革
- 1889年4月1日：實施町村制，現在的轄區在當時分屬：意宇郡揖屋村、意東村、出雲鄉村。
- 1896年4月1日：島根郡、意宇郡、秋鹿郡合併為八束郡。
- 1935年1月1日：揖屋村改制為揖屋町。
- 1954年4月1日：揖屋町、意東村、出雲鄉村合併為東出雲町。[1]
- 2011年8月1日：併入松江市。

### 變遷表
| 1889年4月1日   | 1889年 - 1926年 | 1926年 - 1954年     | 1955年 - 1989年       | 1989年 - 現在           | 現在                    |
| -------------- | --------------- | ------------------- | --------------------- | ----------------------- | ----------------------- |
| 意宇郡揖屋村   | 八束郡揖屋村    | 1935年1月1日 揖屋町 | 1954年4月1日 東出雲町 | 2011年8月1日 併入松江市 | 2011年8月1日 併入松江市 |
| 意宇郡意東村   | 八束郡意東村    | 八束郡意東村        | 1954年4月1日 東出雲町 | 2011年8月1日 併入松江市 | 2011年8月1日 併入松江市 |
| 意宇郡出雲鄉村 | 八束郡出雲鄉村  | 八束郡出雲鄉村      | 1954年4月1日 東出雲町 | 2011年8月1日 併入松江市 | 2011年8月1日 併入松江市 |

## 行政

### 歷任町長
1. 田村福右衛門（1954年5月 - 1955年5月）[1]
2. 原種三郎（1955年5月 - 1967年5月，共三任期，首位民選町長）
3. 永島金次郎（1967年5月 - 1968年9月，於任內過世）
4. 越野俊雄（1968年11月 - 1976年11月，共兩任期）
5. 門脇朝吉（1976年11月 - 1988年11月，共三任期）
6. 永島恒夫（1988年11月 - 1991年7月，於任內過世）
7. 岸本文夫（1991年9月1日 - 1999年8月31日，共兩任期）
8. 石原真一（1999年9月1日 - 2007年8月31日，共兩任期）
9. 鞁嶋弘明（2007年9月1日 - 現任）

## 交通

### 鐵路
- 西日本旅客鐵道
  - 山陰本線：揖屋車站

### 道路
高速道路
山陰自動車道：東出雲交流道

## 姊妹、有好城市

### 日本
- 尾道市（廣島縣）
於1994年5月締結產業文化友好交流都市盟約。[2]

## 本地出身之名人
- 一氏義良（美術研究家）
- 野野內保太郎（畫家）
- 市川門之介（歌舞伎演員）
- 陣幕久五郎（第12代橫綱）
- 石倉弘士（排球選手）

## 外部連結
- （日語） 東出雲町觀光物產協會 （页面存档备份，存于）
- （日語） 東出雲町商工會 （页面存档备份，存于）
- （日語） 松江市、東出雲町合併協議會 （页面存档备份，存于）